# ヴィズゲルミル

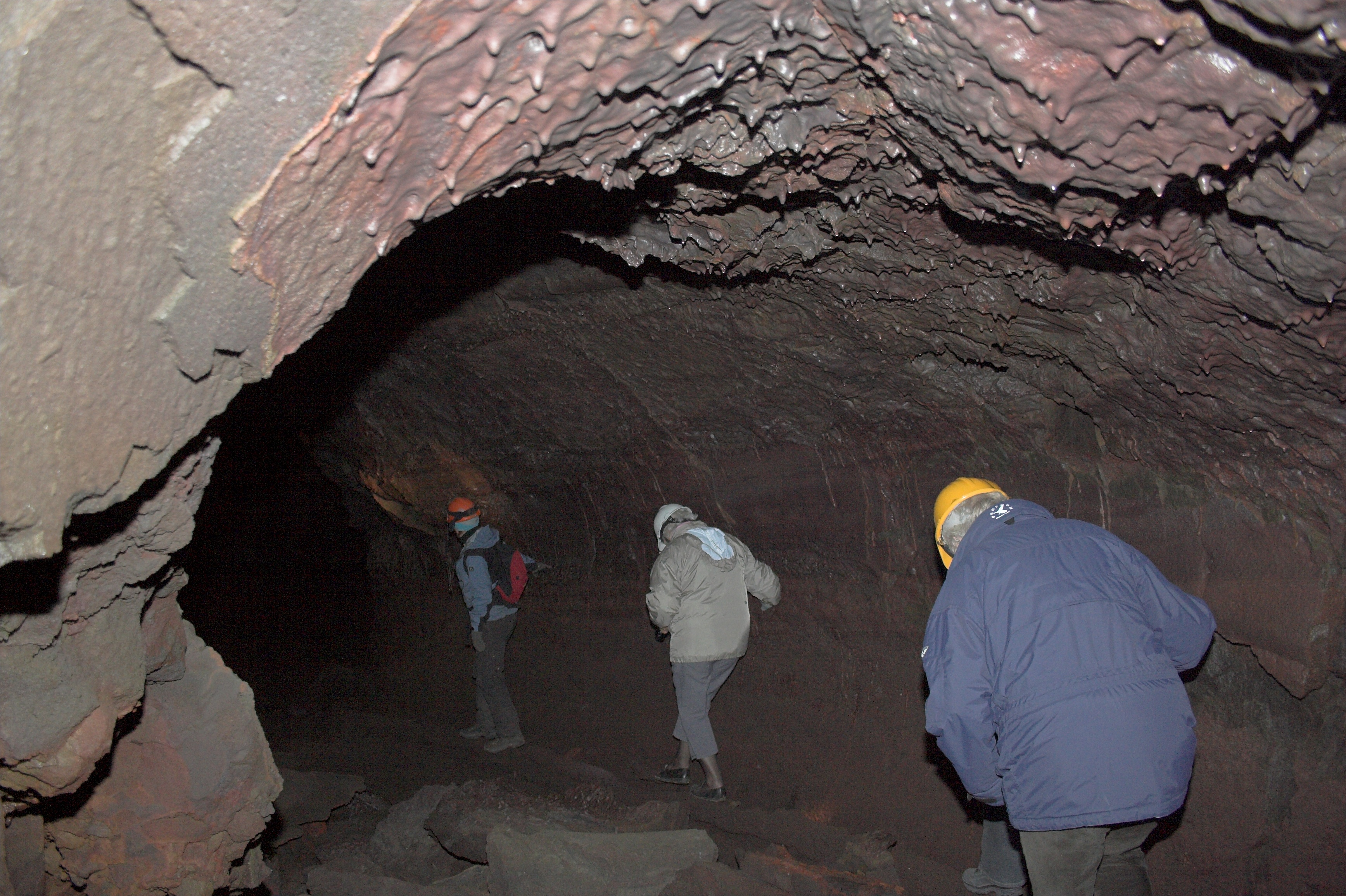
ヴィズゲルミルの内部。天井には低粘性溶岩が冷えて固まったことによる鍾乳石に似た石柱が垂れ下がっている

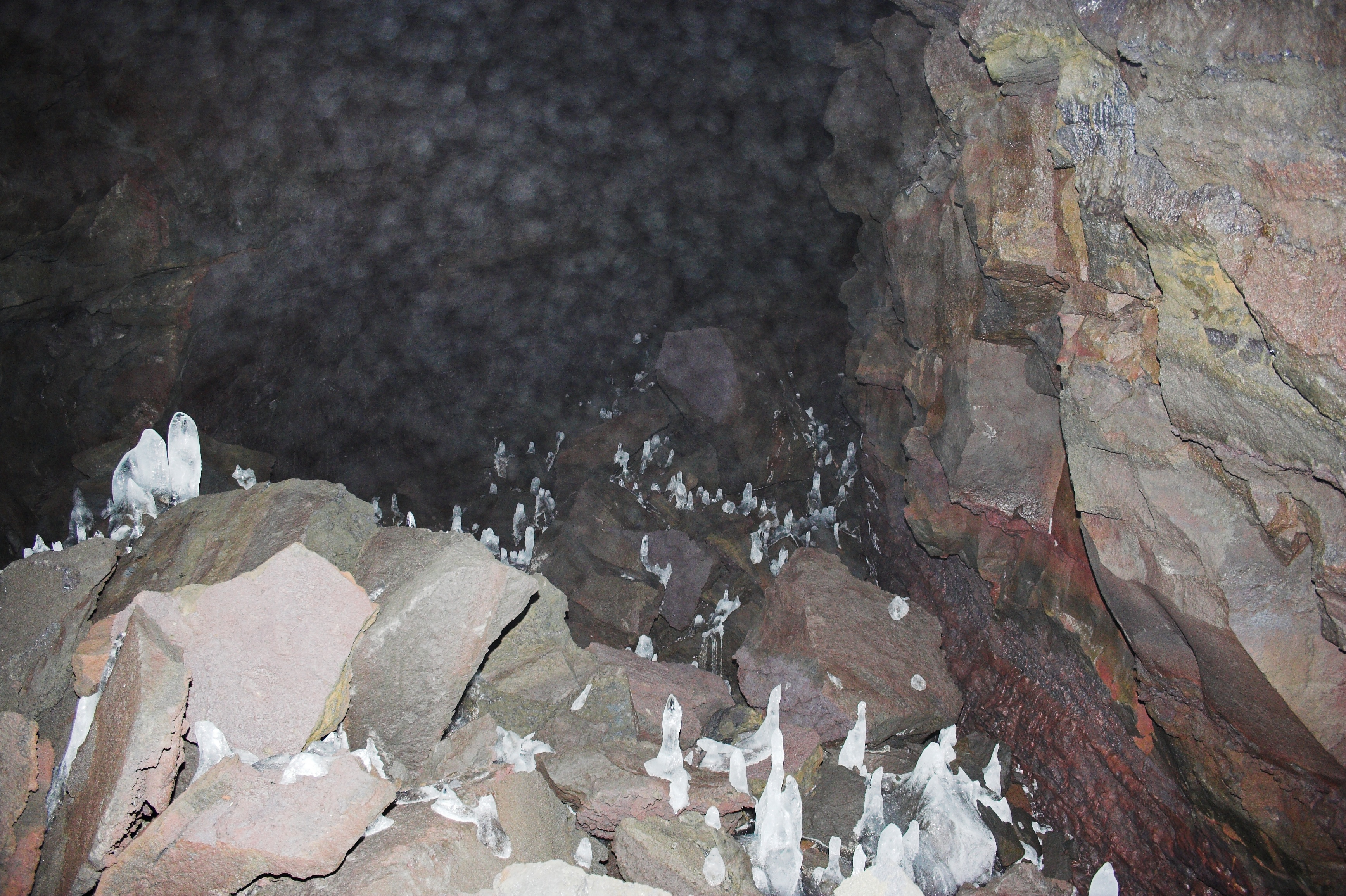
白いものは天井から滴下した水が凍って出来た氷柱

ヴィズゲルミル(Víðgelmir)は、アイスランドの西部のHallmundarhraun溶岩原にあるアイスランド最大の溶岩洞窟。ボルガルフィヨルズゥルのHvítársíða農場の南東2kmに存在する。

## 概要
北側の溶岩洞の天井には、2カ所に大きな崩落個所があり、そこが唯一の入り口となっている。溶岩洞の全長は1585mであり、最も広い部分は高さ15.8m、幅16.5mであり、この種の溶岩洞ではアイスランド最大の大きさである。入り口は広いが、細くなっている箇所もある。また、1991年には、内部の繊細な溶岩構造物を保護するために鉄製の柵が設けられた。バイキングの時代の人類の生活跡も発見されており、それらはアイスランド国立博物館に収蔵されている。溶岩洞の内部は非常に凹凸に富んでおり、入洞にはガイドの同行が推奨されている。
溶岩洞は、低粘土の溶岩流が流れているときに、先に天井部分だけが固まってチューブ状になり、その後溶岩流の流れが途絶えて内部の溶岩が流れ去って出来た洞窟である。Hallmundarhraunには他にもen:Surtshellirやen:Stefánshellirといった溶岩洞窟が知られている。

## ガイドツアー
ガイドツアーは近くのFljótstungaという町を起点に開催されている。1.5時間ほどで常時開催されている「Cave Explorer Tour」と、3-4時間を要する「Cave Master」がある。「Cave Explorer Tour」は木製の歩道を歩いて観光するツアーである。「Cave Master」は、常時開催されておらず事前予約が必要であるが、1100年前に生成されてから手つかずの状態の火山生成物などを見ることが出来る。また「Cave Explorer Tour」では行かない厳しい経路を通過する。

## ギャラリー

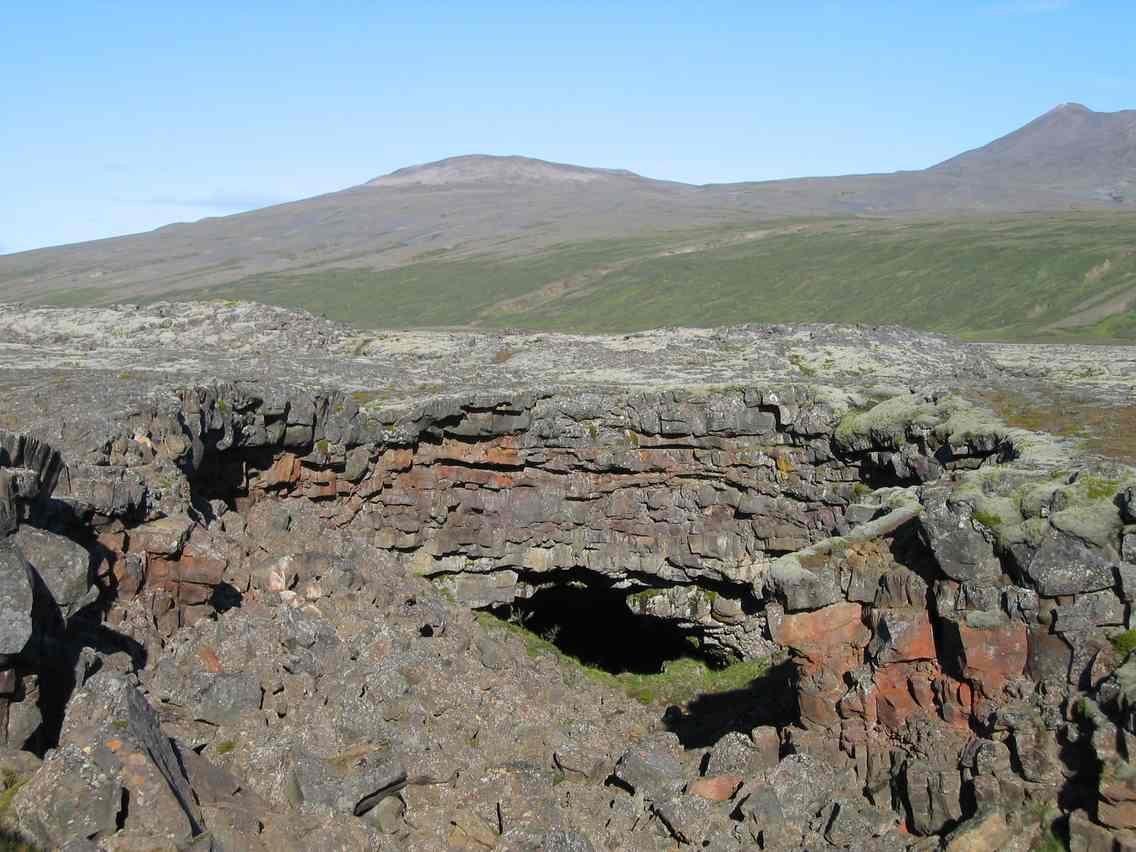
入り口
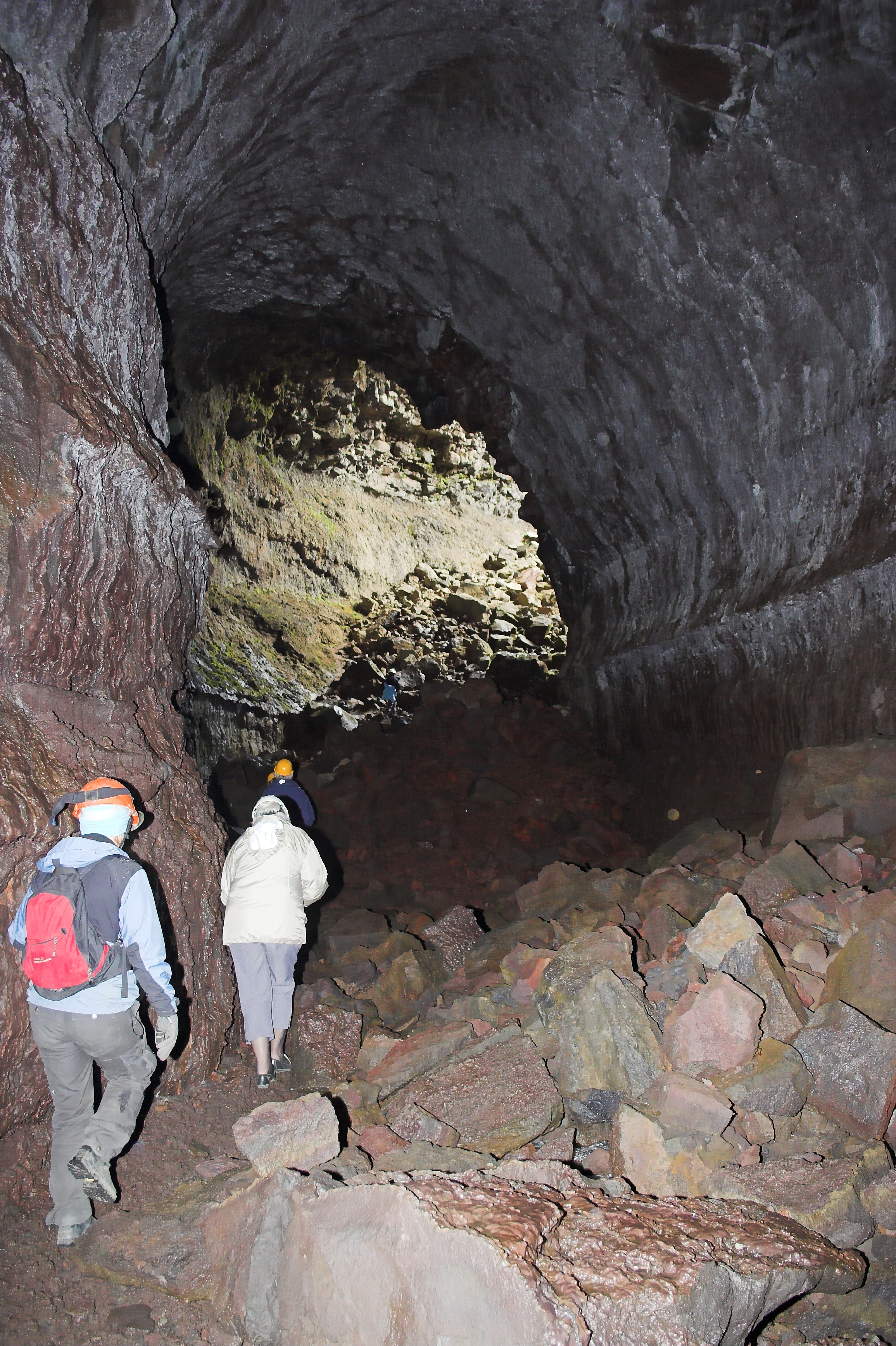
内部
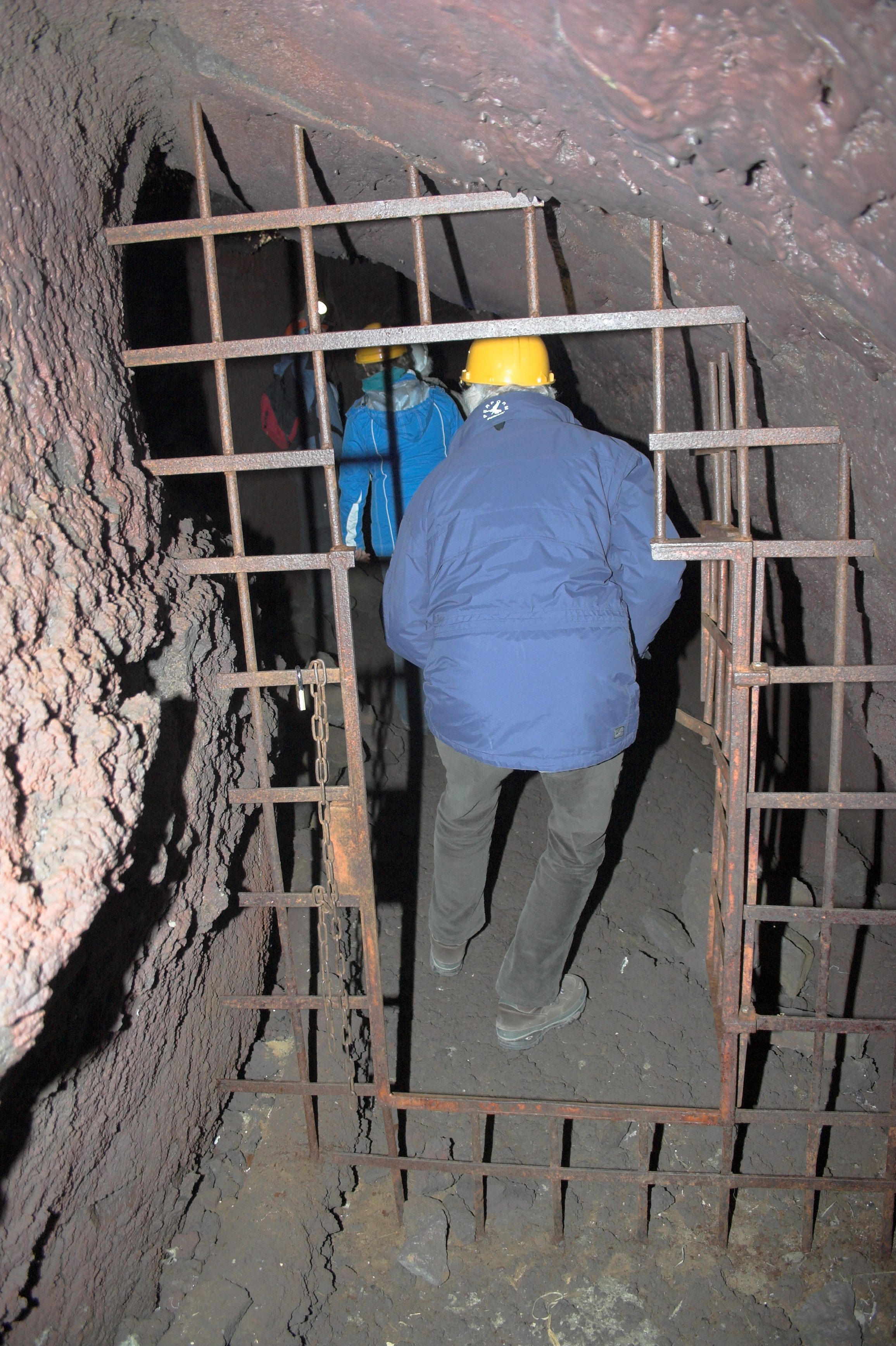
溶岩生成物を保護するために設置された鉄柵